# هیده‌هیسا اوتسوجی
هیده‌هیسا اوتسوجی (به ژاپنی: 尾辻 秀久, Otsuji Hidehisa)؛ زادهٔ ۲ اکتبر ۱۹۴۰) سیاستمدار اهل ژاپن که از اوت ۲۰۲۲ به عنوان رئیس مجلس شوراها (ژاپن) فعالیت می‌کند. عضو حزب لیبرال دموکرات (ژاپن) است، وی از سال ۱۹۸۹ عضو مجلس مشاوران بوده است.
از سال ۲۰۱۰ تا ۲۰۱۲ به عنوان معاون رئیس مجلس شوراها (ژاپن) و از سال ۲۰۰۴ تا ۲۰۰۵ به عنوان وزیر بهداشت، کار و رفاه خدمت کرده است.